# Kościół ewangelicki w Ryczywole
Kościół ewangelicki w Ryczywole – protestancka budowla sakralna w miejscowości Ryczywół zlokalizowana przy ul. Czarnkowskiej.

## Historia
Wzniesiony w latach 1896-1898 ze środków i na potrzeby lokalnej parafii ewangelickiej. Kluczową rolę w procesie budowy odegrał Peter Hoffmann, właściciel majątku Łopiszewo. Jest to jeden z najstarszych budynków murowanych na terenie gminy Ryczywół.

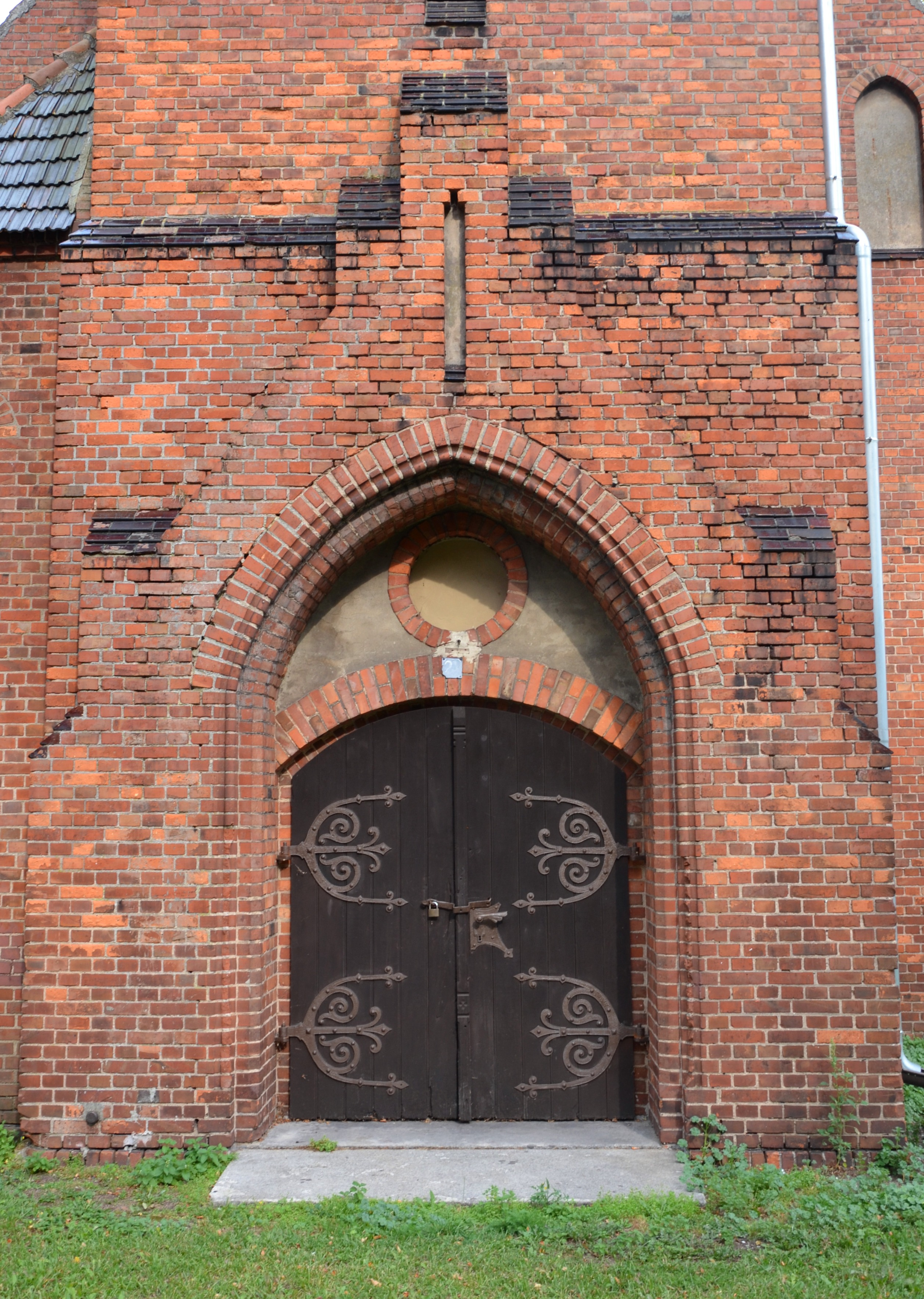
Wejście główne

W okresie II Rzeczypospolitej kościół był we władaniu parafii należącej do superintendentury Oborniki-Chodzież Ewangelickiego Kościoła Unijnego
Funkcję sakralną pełnił do 1945. Jest własnością gminy Ryczywół. W 2007 został wpisany do rejestru zabytków. W 2014 rozpoczęto jego remont z zamiarem nadania mu funkcji użyteczności publicznej.

## Architektura
Jest to kościół jednonawowy wzniesiony w stylu neogotyckim.